# Bela, Galicija
Bela (nemško Vellach) je naselje v Občini Galicija v Okraju Velikovec na Koroškem v Avstriji.